# Барнім (височина)
52°40′0″ пн. ш. 14°15′0″ сх. д. / 52.66667° пн. ш. 14.25000° сх. д.

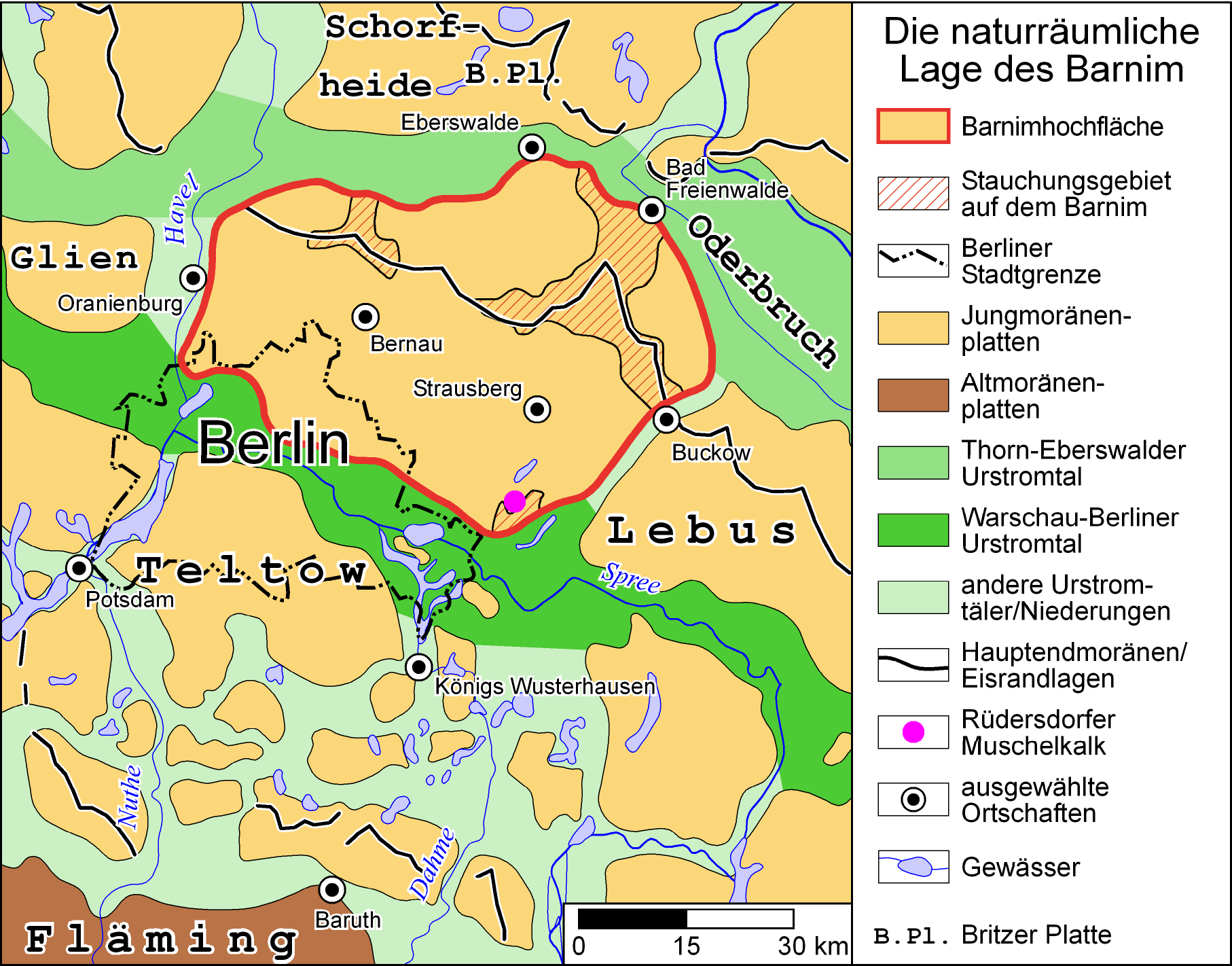
Барнім

Барнім (нім. Barnim)  — моренна височина на території Бранденбургу та північно-східного Берліна. 
Барнім  — частина утвореної в льодовиковому періоді зони бранденбургських плит і древньої долини стоку. Він складається з морен та зандра. 